# Eric Schmidt
Eric Emerson Schmidt (Washington D. C., 27 de abril de 1955) es un empresario e informático estadounidense, director ejecutivo de Google desde 2001 hasta 2011, cuando fue reemplazado por uno de sus fundadores, Larry Page. Posteriormente fue presidente del consejo de administración de Google (2011-2015) y de su casa matriz Alphabet Inc. (2015-2017). Es el fundador y dirigente del think tank Special Competitive Studies Project y ha asesorado a los presidentes estadounidenses Joe Biden y Donald Trump.

## Biografía
Nació el 27 de abril de 1955 en Washington D. C. Actualmente vive en Atherton, California, EE. UU. con su esposa Wendy. Cuando no está trabajando para Google o Apple, lo hace en la Universidad Princeton.
Obtuvo la licenciatura en ciencias en grado de Ingeniero Eléctrico por parte de la Universidad de Princeton, el MS en 1979 y el PhD en 1982 en EECS (Electrical Engineering and Computer Science) por parte de la Universidad de Berkeley. Fue parte del desarrollo de “lex”, un parser de léxico y una importante herramienta de construcción de compiladores.
Fue miembro del grupo de investigación del laboratorio de ciencias de la computación Xerox Palo Alto Research Center (PARC) y también estuvo relacionado con los laboratorios Bell y Zilog. Se unió a Sun en 1983 como administrador de software liderando el desarrollo de Java, la tecnología de programación de plataforma independiente de Sun, definiendo también la estrategia de Internet de la compañía. Luego se convirtió en CTO y director ejecutivo.
Este hombre ha pasado por todos los lugares claves de la informática a nivel mundial, sólo le ha quedado pasar por Microsoft, pero esta firma fue siempre su contrincante. Entre 1997 y 2001 fue director ejecutivo de Novell, y cuando dejó la empresa, fue invitado por los fundadores de Google, Larry Page y Sergey Brin para unirse a la compañía en 2001.
Se convirtió en director ejecutivo de Google en agosto de 2001, compartiendo el triunvirato con los fundadores. Se encarga de cuestiones legales, organización de ventas y coordinación con los vicepresidentes.
En agosto de 2006 se unió al directorio de Apple, en 2007 fue considerado por la revista PC World como el hombre más importante de la Web junto con los fundadores de Google.

### Educación
Después de graduarse de la Escuela Secundaria Yorktown (Virginia), Schmidt asistió a la Universidad de Princeton, donde obtuvo una licenciatura en ciencias de la ingeniería eléctrica. También obtuvo un máster en 1979 y un Doctorado en 1982 en EECS de la Universidad de California, Berkeley. Fue coautor de LEX, un analizador léxico que constituye una herramienta importante en el mundo de los compiladores, y actualmente da clase en la Escuela de Negocios de Stanford como profesor a tiempo parcial.(melanie)

### Carrera

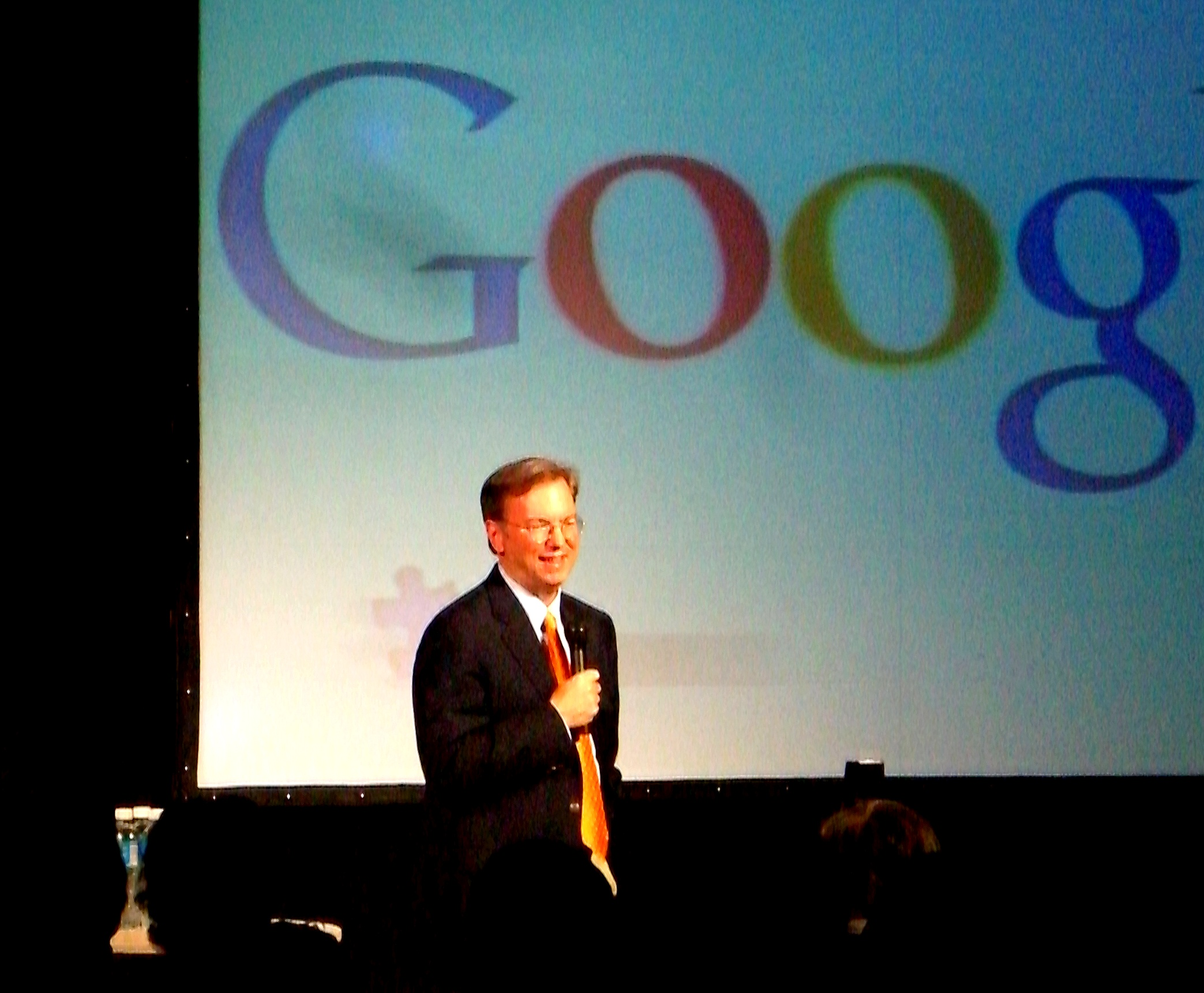
Eric Schmidt durante su visita a Buenos Aires en abril de 2007.

A principios de su carrera, Schmidt celebró una serie de puestos técnicos con empresas de TIC, incluidos los Bell Labs, Zilog y el famoso Xerox Palo Alto Research Center (PARC). Se unió a Sun Microsystems en 1983, llevó sus esfuerzos de desarrollo de Java y pasó a convertirse en Jefe de Tecnología. En 1997, fue nombrado director ejecutivo de Novell. 
Según el sitio web de Google, Schmidt también se centra en "la construcción de la infraestructura corporativa necesaria para mantener el rápido crecimiento de Google como empresa, y en la garantía de que la calidad sigue siendo elevado mientras que la duración del ciclo de desarrollo de productos se mantienen en un mínimo." 
Schmidt es una de las pocas personas que se han convertido en multimillonarios (USD) con base en las opciones sobre acciones recibidas como empleado en una empresa de la que ni él ni un familiar fue el fundador. "A principios de este año, obtuvo casi 90 millones de dólares procedentes de ventas de Google, posteriormente realizó un balance y obtuvo al menos otros 50 millones de dólares de venta de acciones en los dos últimos meses, con los compradores pagando más de $ 300 por acción." 
Schmidt fue elegido para el consejo de administración en Apple el 28 de agosto de 2006 y renunció a este el 3 de agosto de 2009 con el objetivo de no tener un conflicto de intereses entre los productos y servicios de Apple y los de Google.
En 2007, Schmidt fue citado por PC World como el primero en la lista de las personas más importantes de la web, junto con los fundadores de Google Larry Page y Sergey Brin.
En 2011, fue causa de controversia en la red, debido a la censura y retirada de un video en YouTube en el que aparece como miembro asistente a la reunión del Grupo Bilderberg celebrada en Suiza.
Junto con su esposa Wendy es el fundador del Schmidt Ocean Institute, que apoya la investigación oceanográfica operando el R/V Falkor (too) y anteriormente el RV Falkor.

## Posiciones políticas
En 2017, Eric Schmidt, convenció a la élite de EE. UU., a través de una serie de discursos en foros clave, de que China y EE. UU. estaban inmersos en una carrera tecnológica por la supremacía global, y que China podía ganar dicha carrera. En los meses siguientes, el gobierno estadounidense detuvo las medidas que estaba preparando para recortar el poder de los grandes grupos tecnológicos estadounidenses y pasó a considerarlos armas en la nueva confrontación con China.
Schmidt fundó un think tank denominado Special Competitive Studies Project que se dedica principalmente a informar sobre la competición entre EE. UU. y China. En 2025, este think tank propuso tres objetivos para la nueva administración Trump: 1) tener la fuerza militar más potente del mundo; 2) dominar en inteligencia artificial y guerra digital; 3) reindustrializar EE. UU. para garantizar su ventaja tecnológica y militar sobre el resto del mundo.